# Ryan Grant
Ryan Grant (geboren am 19. Dezember 1990 in Beaumont, Texas) ist ein amerikanischer American-Football-Spieler. Er spielte in der National Football League (NFL) zuletzt für die Green Bay Packers als Wide Receiver.

## Karriere
An der High School spielte Grant für die West Brook Senior High School in seinem Geburtsort Beaumont. Danach wechselte er an die Tulane University, für deren Football-Mannschaft er von 2009 bis 2013 spielt. In dieser Zeit gelangen ihm in 47 Spielen insgesamt 196 Passfänge, mit denen er 2.769 Yards und 21 Touchdowns erreichen konnte.
Durch seine Leistung nahm er am NFL Draft 2014 teil und wurde in Runde 5 an Stelle 142 von den Washington Redskins ausgewählt. Sein erstes Spiel absolvierte er in Woche 2 gegen die Jacksonville Jaguars. Sein erster Touchdown sollte ihm jedoch erst in der folgenden Saison in Woche 7 im Spiel gegen die Tampa Bay Buccaneers gelingen.
Für die Saison 2018 wollte die Baltimore Ravens verpflichten. Da er jedoch den Medizintest nicht bestand, verzichteten die Ravens auf eine Verpflichtung, was ihn zum Free Agent machte. Am 20. März konnte er schließlich einen Vertrag mit den Indianapolis Colts für eine Saison abschließen.
In der folgenden Saison unterschrieb er bei den Oakland Raiders. Er kam jedoch nur in den ersten beiden Spielen der Saison zum Einsatz und wurde schließlich am 25. September 2019 freigestellt, nachdem Justin Phillips in den aktiven Kader befördert wurde und in diesem seinen Platz einnahm.
Im Anschluss konnte er am 16. Oktober 2019 einen Vertrag bei den Green Bay Packers unterzeichnen.